# Andrus Ansip
Andrus Ansip (Tartu, 1 oktober 1956) is een Ests politicus. Hij was van 13 april 2005 tot 26 maart 2014 premier van Estland. Sinds juli 2019 is hij lid van het Europees Parlement. Ansip behoort tot de Eesti Reformierakond, waarvan hij tussen 2004 en 2014 de partijvoorzitter was.

## Biografie
Ansip is van huis uit chemicus. Van 1998 tot 2004 was hij burgemeester van zijn geboortestad Tartu. Voor 1991 was Ansip een prominent lid van de communistische partij in Tartu. Op 21 november 2004 volgde hij Siim Kallas op als voorzitter van de Eesti Reformierakond. Een maand daarvoor was hij benoemd tot minister van Economische Zaken en Communicatie onder premier Juhan Parts. Toen Parts in het voorjaar van 2005 vroegtijdig opstapte, werd Ansip aangewezen als de nieuwe premier. Hij leidde drie regeringen en werd vooral bekend vanwege de harde bezuinigingen die hij doorvoerde om de kredietcrisis het hoofd te bieden. Op 4 maart 2014 maakte hij zijn aftreden bekend. Hij was op dat moment met negen jaar de langstzittende premier in de Europese Unie.
Op 1 juli 2014 werd Ansip lid van het Europees Parlement en tevens ondervoorzitter van de liberale fractie. Hij was lid van de commissie industrie, onderzoek en energie en plaatsvervangend lid van de commissie regionale ontwikkeling. Estland schoof hem op 29 mei 2014 naar voren voor de functie van Europees commissaris. Ansip werd een van de vicevoorzitters en beheerde de portefeuille Digitale Eengemaakte Markt.
Bij de Europese Parlementsverkiezingen van mei 2019 werd Ansip ingaande 2 juli 2019 gekozen tot lid van het Europees Parlement. Als gevolg hiervan trad hij op 1 juli 2019 af als lid van de commissie-Juncker.